# Karl Heinrich Schneider
Karl Heinrich Schneider – zbrodniarz hitlerowski, członek załogi niemieckiego obozu koncentracyjnego Dachau i SS-Unterscharführer.
Z zawodu robotnik. W 1939 wstąpił do Wehrmachtu, na skutek odniesionych ran w lipcu 1943 został przeniesiony do Waffen-SS. Od lipca 1943 do kwietnia 1945 pełnił służbę w Allach, podobozie KL Dachau. König pełnił funkcje dowódcy oddziałów wartowniczych i odpowiadał za psy strażnicze. Szczuł więźniów psami, powodując w ten sposób niejednokrotnie ciężkie obrażenia ciała. Oprócz tego Schneider osobiście maltretował więźniów bijąc ich różnymi narzędziami i kopiąc. Donosił również na więźniów do władz obozowych, powodując ich skazywanie na ciężkie kary, z karą śmierci przez powieszenie włącznie.
Za swoje zbrodnie Schneider został osądzony przez amerykański Trybunał Wojskowy w Dachau w procesie US vs. Johann König i inni. Wymierzono mu karę dożywotniego pozbawienia wolności.